# Vennecy
Vennecy är en kommun i departementet Loiret i regionen Centre-Val de Loire strax norr Frankrikes mitt. Kommunen ligger i kantonen Neuville-aux-Bois som tillhör arrondissementet Orléans. År 2022 hade Vennecy 2 045 invånare.

## Befolkningsutveckling
Antalet invånare i kommunen Vennecy
| Referens: INSEE |